# Paul Wagtmans
Paul Wagtmans (1927 – St. Willebrord, 16 augustus 2017) was een Nederlands politicus en burgemeester van het CDA en de KVP.
Hij was algemeen directeur van Werkvoorzieningschap (WVS) West-Noord-Brabant, waarvan hij mede-oprichter was, maar hij was ook actief in de lokale politiek. Zo kwam hij in 1953 in de gemeenteraad van Rucphen en was daar vanaf 1962 ongeveer twaalf jaar wethouder.
Hij was leider van de CDA-fractie van de Provinciale Staten van Noord-Brabant voor hij van 1987 tot 1991 daar gedeputeerde was met in zijn portefeuille Economische Zaken. Op verzoek van commissaris van de Koningin Frank Houben werd hij in september 1991 de waarnemend burgemeester van Chaam wat hij tot 1993 zou blijven. Het jaar erop werd hij waarnemend burgemeester van Wouw tot die gemeente op 1 januari 1997 werd samengevoegd met de toenmalige gemeente Roosendaal en Nispen tot de gemeente Roosendaal.
In 1983 werd hij Koninklijk onderscheiden als Ridder in de Orde van Oranje-Nassau. Op 12 april 1991 is hij bevorderd tot Officier in de Orde van Oranje-Nassau bij zijn afscheid als gedeputeerde van Noord-Brabant.
In 2017 overleed hij op 90-jarige leeftijd te St. Willebrord.